# 戦争のはらわた
『戦争のはらわた』（原題: Cross of Iron）は、1977年に制作されたイギリス・西ドイツ合作の戦争映画。サム・ペキンパー監督作品、上映時間133分。
原題の『Cross of Iron』は、ドイツ軍の鉄十字勲章のことである。
ペキンパー作品の特徴であるバイオレンス描写とスローモーション撮影は、観客はおろか映画制作者にも衝撃を与えた。日本公開時のキャッチコピーは「戦争は最高のバイオレンスだ」。
また、視点がドイツ軍側になっていることも、それまでの連合軍側視点中心の戦争映画と一線を画する。主に英米人の俳優がドイツ軍人に扮しているが、ドイツ圏からはマクシミリアン・シェルとセンタ・バーガーが参加した。

## ストーリー
第二次世界大戦中の1943年の東部戦線、クリミア半島東隣のタマン半島でソビエト軍と対峙しているドイツ軍のクバン橋頭堡。そこに西部戦線のフランスから、シュトランスキー大尉が志願して着任してきた。プロイセン貴族出身である彼は名誉欲が強い男で、鉄十字勲章を得ることに執着していた。そんな彼は、上司であるブラント大佐や同僚のキーゼル大尉らの信任の厚い小隊長、シュタイナー伍長とソ連軍少年兵捕虜の扱いや行方不明となった部下の捜索をめぐり対立し、疎ましく思う。そのシュタイナーの直属上官となったシュトランスキーだが、鉄十字勲章を得るには有能なシュタイナーを味方につけた方が得策だと考え、ブラント大佐に推薦してシュタイナーを曹長に昇格させるが、彼の反応は冷淡だった。その後シュタイナーは捕虜の少年兵を独断で逃がそうとするが、ちょうどその時ソ連軍の攻勢が始まり、少年兵は味方に誤射され死亡してしまう。攻勢に直面したシュトランスキーは狼狽、本部への野戦電話にしがみつき地下壕から出ず、防戦の指揮を行わなかった。その一方、シュタイナー達との信頼も厚い第2小隊長マイヤー少尉が、塹壕での白兵戦で戦死する。シュタイナーは砲撃の爆発で脳震盪を起こし後方の病院へ送られるが、後遺症でフラッシュバックによる幻覚を見るようになる等、そのダメージは大きかった。病院で恋仲になった看護師のエヴァとドイツに帰って療養する話になっていたが、前線に戻る同僚を見て自分も帰隊することにする。
帰隊したシュタイナーは先の戦功により一級鉄十字章を得ていたが、シュトランスキーの前でそれをぞんざいに扱う。シュトランスキーは実際に防戦を指揮したマイヤー少尉の手柄を奪う形で、鉄十字章を得るための推薦をシュタイナーに求めるが無視される。またブラント大佐はシュトランスキーがマイヤーの功績を奪った事を告発するようシュタイナーに求めるが、優秀な兵士でありながら戦友以外の軍隊の全てを憎むシュタイナーは協力を拒む。その後再びソ連軍の大攻勢が開始された際に、シュトランスキーの報復により連隊本部の撤収を知らされていなかったシュタイナー小隊は、最前線に取り残されてしまう。小隊はT-34戦車へ対戦車地雷を用いた肉薄攻撃を敢行するなど奮戦、工場跡での戦闘で敵歩兵の追撃を振り切り、なんとかその場から脱出する。一方、形勢不利と見たシュトランスキーは策を弄して人事に働きかけ、1週間後には安全なパリへ異動できるよう内定をとりつける。孤立したシュタイナー小隊は、敵の女性兵士部隊に遭遇、地図とソ連軍の軍服を入手するなどしながら哨戒線を突破、味方部隊への復帰を図る。ようやく味方の前線へ到着したシュタイナー隊は、ソ連の軍服を着た隊員がいるため通信機で捕虜と帰還するとの連絡をする。敵味方識別の合言葉「境界線(demarcation)」と唱え、敵対の意思がないことを示しながら進む。しかしナチスでの処罰対象である同性愛者であることの弱みを握られてシュトランスキーの手下となっていた副官トリービヒ少尉が、ソ連軍の罠だとして発砲を命令。味方前面の障害物まで達していたシュタイナー隊の兵士たちは MG42 機関銃で掃射され、次々に殺されてしまう。目の前で部下を殺されたシュタイナーは、トリービヒに迫ると PPSh-41 短機関銃で射殺。生き残った2人の部下に別れを告げると、シュトランスキーへの「借り」を返しに向う。
再開されたソビエト軍の大攻勢の中、戦後ドイツの復興を託してキーゼル大尉を脱出させたブラント大佐は、自ら MP40 短機関銃を携えて潰走する歩兵を押し留め、防戦の先頭に立つ。そんな中、シュトランスキーは1人逃げ支度をしている。そこに現れたシュタイナーがトリービヒ少尉の死を伝えるが、シュトランスキーは意に介さず、逆に部下を置き去りにしたとシュタイナーをなじる。シュタイナーは「あんたが俺の小隊だ」と告げ、シュトランスキーを撃つことなく銃を与え、混戦の中に2人で飛び出して行く。そこで格好をつけてみせるシュトランスキーだったが、MP40 の再装填法が分からずにあわてふためく。その光景を見てシュタイナーは大笑いする。しかし、その笑い声も彼の「くそっ」という言葉と共に途切れ、ベルトルト・ブレヒトの戯曲『アルトゥロ・ウイの興隆』のエピローグの最後の一文を引用して物語は締められる。
「諸君、あの男の敗北を喜ぶな。世界は立ち上がり奴を阻止した。だが奴を生んだメス犬がまた発情している。」

## キャスト
| 役名                 | 俳優                         | 日本語吹替                                     |
| 役名                 | 俳優                         | 日本テレビ版                                   |
| -------------------- | ---------------------------- | ---------------------------------------------- |
| シュタイナー伍長     | ジェームズ・コバーン         | 森川公也                                       |
| ブラント大佐         | ジェームズ・メイソン         | 鈴木瑞穂                                       |
| シュトランスキー大尉 | マクシミリアン・シェル       | 小林修                                         |
| エヴァ看護婦         | センタ・バーガー             | 倉野章子                                       |
| キーゼル大尉         | デビッド・ワーナー           | 左奈田恒夫                                     |
| マイヤー中尉         | イゴール・ガロ               | 堀勝之祐                                       |
| クリューガー伍長     | クラウス・レーヴィッチ       | 坂口芳貞                                       |
| トリービヒ中尉       | ロジャー・フリッツ           | 仲木隆司                                       |
| ケアン               | ヴァディム・グロウナ         | 嶋俊介                                         |
| ツォル               | アーサー・ブラウス           | 木原正二郎                                     |
| シュヌルバルト伍長   | フレッド・スティルクラウス   | 松岡文雄                                       |
| ケプラー             | ドラゴミル・スタノジェビック | 水島裕                                         |
| アンセルン           | ディエタ・シャイダー         | 野島昭生                                       |
| マーグ               | ハーグバード・ディースト     | 亀井三郎                                       |
| ディーツ             | マイケル・ノーカ             | 塩屋翼                                         |
| ロシア少年兵         | スウィーニー・マッカーサー   | 中越司                                         |
| 不明 その他          |                              | 片岡富枝                                       |
|                      |                              |                                                |
| 演出                 | 演出                         | 小山悟                                         |
| 翻訳                 | 翻訳                         | 大野隆一                                       |
| 効果                 |                              |                                                |
| 調整                 |                              |                                                |
| 制作                 | 制作                         | 東北新社                                       |
| 解説                 | 解説                         | 水野晴郎                                       |
| 初回放送             | 初回放送                     | 1980年6月25日 『水曜ロードショー』 21:02-22:54 |

※ラストの詩は以下のように訳されている。「相手を負かしても有頂天になるな 世の中が悪党を取り締っても 身持ちの悪い女はすぐ欲情する」ブレヒト
※映画の字幕やTV放映版、ビデオ版等では「スタイナー」「ストランスキー」と人名が英語読みになっており、またシュタイナーは昇進して軍曹になったり、マイヤー少尉は中尉とされるなど、階級名の誤訳もあった。

## ソフト化
これまで多くのメーカーから本作のソフトが発売されており、それぞれ画郭（アスペクト比）や字幕翻訳、特典内容が異なっている。DVD発売以前はキングレコードよりVHS/LDが発売されていた（本編約128分、スタンダード・サイズ収録。後にワーナー・ホーム・ビデオからもキングレコード盤と同仕様のLDが発売）。
DVD
バンダイビジュアル盤
2000年発売。字幕翻訳は落合寿和。本編132分、ヨーロピアン・ビスタサイズ収録。これまでのソフトには収録されていなかったエンディングにおけるシュタイナーの「Oh, Shit...」という呟きが収録された「完全版」と銘打っている。同仕様のVHSも発売された。
ユニバーサル（スタジオカナル）盤
2010年発売。字幕翻訳は須賀田昭子。本編127分、ビスタサイズ収録。初の廉価版による発売で、バンダイ盤よりも画質が向上している一方、字幕に誤訳と思われる不自然な点が数多くみられる。
Blu-ray
ユニバーサル（スタジオカナル）盤
2013年発売。字幕翻訳は須賀田昭子。本編133分、ビスタサイズ収録。仕様はユニバーサル盤DVDと同じだが、字幕は新たに作り直されている。
キングレコード盤
2017年発売。字幕翻訳は落合寿和（バンダイ盤字幕を一部改訂）。本編133分、アメリカン・ビスタサイズ収録。通常盤と「最終盤」の2形態での発売であり、スタジオカナルが製作したHDマスターをもとに日本でレストアを行ったマスターを使用している。また、日本語吹替が初収録された。
「最終盤」では、これまで発売されたソフトやTV放送で使用された翻訳の異なる字幕6種を収録している他、メイキングや予告編などの特典映像、画角の異なる上記キングレコード盤LD本編、ジュリアス・エプシュタインとドイツ人であるヘルベルト・アズモディ、ヘルベルト・タシュナーの脚本による（本編映像にクレジット記載）台詞、編集を若干変えた、画角と色調の異なるドイツ公開版(タイトル:Steiner - Das Eiserne Kreuz)本編を収録している（ドイツ語吹替。日本語字幕あり）。
2019年版。9月4日に発売された。日本語吹替音声有り。
映像: 1080p Hi-Def(1: 1.85)
音声2: 1英語(リニアPCM/MONO) 2日本語吹替(DTS-HD Master Audio/MONO)
字幕2: 1日本語 2吹替補助
日本語吹替音声は日本テレビ「水曜ロードショー」放送版

## その他
- 本作品はヴィリー・ハインリッヒの原作Willing Flesh（1956年）を元に、イギリス・ドイツ合作で映画化された。制作は、イギリス側が Anglo-EMI Productions Ltd.、ドイツ側が Rapid Films GmbH である。
- 1975年7月にEMI Filmsが制作発表を行った時点では、“Sergeant Steiner”（シュタイナー軍曹）というタイトルで、ロバート・ショウが主演予定だった。[4]
- 監督のサム・ペキンパーは『スーパーマン』『キングコング（76年版）』の二大超大作のオファーを断り、この作品を監督した。
- 劇中、将軍達が野戦病院慰問時に入院将兵が合唱した歌は「Es zittern die morschen Knochen」（もろい者どもが慄いてるぞ）というナチスの反共・進軍宣伝歌である。他方、誕生日に長生きを祈る定番の歌「Hoch soll er leben」、ドイツ軍の望郷歌「Westerwald Lied」や戦地の野営で愛する人を思う歌「Im Feldquartier auf hartem Stein」を採り入れ、前線で戦うドイツ軍兵士の本心を表現している。
- 劇中、ワルツを踊るシーンの曲名は、ヨハン・シュトラウス２世作曲「ウィーン気質(Wiener Blut)」。Blutはドイツ語で「血」の意味もある。
- ソ連軍による爆撃シーンは、太平洋戦線における実写フィルムとみられるF4Uコルセアとなっているが、レンドリースでF4Uは供与されていない。また、終盤の機銃掃射シーンではT-6テキサンが登場するが、T-6も供与されていない。
- 工場へ進攻するT-34のシーンで約2秒程度フィルムが裏焼きの場面があり、車体前方機銃と操縦手ハッチが左右逆に映っている。なお、実際には43年当時T-34-85は実用化されていない。
- 公開時、米国では同年の『スター・ウォーズ』に話題をさらわれたが、西ドイツにおいては『サウンド・オブ・ミュージック』(1965年)以来の興行成績となり、続編としてプロデューサーのヴォルフ・C・ハルトヴィッヒが『戦争のはらわたII』（英：Breakthrough / 独：Steiner - Das Eiserne Kreuz, 2. Teil）を1978年に制作、公開した。
- クリューガーとアンゼルム役は　今作と同じ俳優で出ているが、監督やその他のキャストの俳優は異なり、今作ほどの評価は得られなかった。

## 参考資料
a 『航空ファン別冊　グラフィックアクション No26 ドイツ装甲擲弾兵』 文林堂(1995)